# Gustaf Hellström
Gustaf Erik Hellström (ur. 28 sierpnia 1882 w Kristianstad, zm. 27 lutego 1953 w Sztokholmie) – był szwedzkim pisarzem, dziennikarzem i krytykiem literackim.

## Życiorys
Przez wiele lat był korespondentem zagranicznym kilku skandynawskich gazet w Paryżu, Londynie i (1907-1935) Nowym Jorku. Miasta te stały się tłem wielu jego wczesnych powieści. W swoich powieściach łączył fikcję z techniką reportażu, dokonując pogłębionej analizy psychologicznej i łącząc z nią sarkastyczny humor i celne obserwacje obyczajowe. Jego ważniejsze powieści to En man utan humor, Człowiek bez poczucia humoru (1921), Snörmakare Lekholm får en idé (Koronkarka Lekholm ma ideę, (1927), będąca rodzinną kroniką opowiadającą o trzech pokoleniach żyjących w prowincjonalnym miasteczku garnizonowym), Storm över Tjurö (Burza nad wyspą Tjuro, 1935 (polski wybór ukazał się w 1971 w antologii Drogi na głębinie) i I morgen är en skälm (Jutro jest niepewne, 1952). Pisał też dramaty, opowiadania, eseistykę i recenzje krytycznoliterackie. W 1942 został członkiem Akademii Szwedzkiej.